# Nexit
Nexit is een scenario waarin Nederland de Europese Unie verlaat. Het woord is een porte-manteau van 'Nederland' en 'exit'. Uit een peiling van EenVandaag op 31 januari 2020 bleek dat 33% van de Nederlanders voorstander was van een nexit en 59% tegenstander.

## Achtergrond
De enige politieke partij voor een Nexit is Forum voor Democratie (FVD). Deze partij paste in 2019 haar standpunt aan en verving "en is daarom voorstander van een NEXIT" door "en is daarom voorstander van een referendum over het lidmaatschap van de Europese Unie". De partij wil daarnaast referenda over onderdelen van de EU, zoals de interne markt, de open grenzen, een Europees leger en de euro. De Partij voor de Vrijheid (PVV) veranderde in aanloop naar de Europese parlementsverkiezingen van 2024 van standpunt en wil de Europese Unie “van binnenuit veranderen” in plaats van verlaten. 
De meeste andere politieke partijen stellen een Nexit niet aan de orde in hun verkiezingsprogramma, omdat dit voor hen onbespreekbaar is. D66 wil het EU-lidmaatschap in de Nederlandse grondwet laten opnemen en heeft daartoe in 2019 een wetvoorstel ingediend.
Volt Nederland zoekt als onderdeel van Volt Europa de oplossing voor de meeste problemen juist in meer internationale samenwerking en een verbeterde EU.
Brexit · Frexit · Grexit · Italexit · Nexit · Spexit